# 落合畯
落合 畯（おちあい たおさ、1939年（昭和14年）7月 - ）は、日本の元海上自衛官である。最終階級は海将補。自衛隊初の海外任務となった、湾岸戦争後のペルシャ湾掃海派遣部隊の指揮官。現在は鎌倉市在住。
太平洋戦争での沖縄戦において、「沖縄県民斯ク戦ヘリ」の電報を送った事で有名な大田実海軍中将の三男である。

## 略歴
- 1939年（昭和14年）7月：神奈川県横須賀市の海軍病院で生まれる
- 1952年（昭和27年）：東京教育大学附属小学校（現・筑波大学附属小学校）卒業
- 1958年（昭和28年）：東京教育大学附属中学校・高等学校（現・筑波大学附属中学校・高等学校）卒業
- 1963年（昭和38年）3月：防衛大学校卒業（第7期）、海上自衛隊に入隊
- 1974年（昭和49年）7月：3等海佐
- 1979年（昭和54年）1月：2等海佐
- 1982年（昭和57年）11月：護衛艦「あさぐも」艦長
- 1983年（昭和58年）1月1日：1等海佐
- 1986年（昭和61年）8月1日：海上幕僚監部総務部人事課募集班長
- 1988年（昭和63年）3月16日：第41護衛隊司令
- 1989年（平成元年）8月1日：長崎地方連絡部長
- 1991年（平成3年）3月20日：第1掃海隊群司令
  - 4月：自衛隊初の海外任務となったペルシャ湾掃海派遣部隊の指揮官に任命され「湾岸の夜明け作戦」に参加
- 1992年（平成4年）1月13日：海将補に昇任、呉地方総監部幕僚長
- 1993年（平成5年）4月1日：第2掃海隊群司令
- 1994年（平成6年）4月1日：海上自衛隊第1術科学校長
- 1996年（平成8年）3月25日：退官。その後三井造船顧問やエム・イー・エス特機顧問を務める。
- 2010年（平成22年）11月3日：秋の叙勲において瑞宝小綬章を受章

## エピソード
- 10人の兄弟がおり、長兄大田英雄は社会科教師で平和運動家。弟の大田豊は元海上自衛官（最終階級は一等海佐）。姉の板垣愛子はパーフェクト リバティー教団（PL教団）大本庁の教校長。
- 母の兄（畯の伯父）落合英二（東京帝国大学医学部教授）に子供がいなかったため戦後に落合家の養子になる[1]。
- 父親の大田実は長男を軍人にしたいと願い、いずれ海軍大将になってほしいとの願いから「英雄」と名づけた。一方、三男には農業をして家を守ってほしいと「畯」（たおさ）と名づけた。しかし2人は戦後、まったく別の道を歩むことになった。
- 兄とはまったく別の道を歩いたことから、お互い呉に住んでいたころはよく口論をしていたという。一方で、自分と兄とを対比するように語られることを嫌い、「富士山に登るにはいくつも道がある。兄とは道は違うが目指すものは同じだ」とも語っていた。
- 畯がペルシャ湾へ派遣される際、兄の大田英雄が、出港の5時間前に突然、旗艦であった掃海母艦はやせの司令官室を訪問した。畯が上官に「これがかつて有名な反戦教師です」と紹介して笑いを誘うと、兄は「お前も平和が目的だろ。一人も殺さず帰って来い」と切り返した。
- 自衛隊インド洋派遣に関して、「世界のどこの国だって、自分の国の若者が国際貢献のために血を流し命を落とすことを希望することはありません。出来ればみんな、非軍事面の貢献をしたいと願ってるわけです。ところがそればかりでは国際紛争の解決や平和の再構築が出来ないから、各国はそれぞれの国力・国様に応じてリスクを犯して軍事面の協力をしているわけです。じゃあ日本はそれをしなくていい立場ですか?お金だけ出していればいいんですか？と考えた場合、多くを輸入に頼っている日本の現状を考えれば、海路の安全・平和のために活動するのは当然の義務だと思っている」と述べている[2]。

## 著書
- 関はじめ、杉之尾宜生共著『PKOの真実　知られざる自衛隊海外派遣のすべて』（経済界、2004年）

## 関連書籍
- 三根明日香『沖縄の絆・父中将から息子へのバトン―大田實と落合畯』かや書房、2013年12月。ISBN-13 978-4906124732